# ASAH2B
ASAH2B (англ. N-acylsphingosine amidohydrolase 2B) – білок, який кодується однойменним геном, розташованим у людей на короткому плечі 10-ї хромосоми. Довжина поліпептидного ланцюга білка становить 165 амінокислот, а молекулярна маса — 19 025.
| 10         |  | 20         |  | 30         |  | 40         |  | 50         |
| ---------- |  | ---------- |  | ---------- |  | ---------- |  | ---------- |
| MRQHRQFMDR |  | THYLLTFSSS |  | ETLLRLLLRI |  | VDRAPKGRTF |  | GDVLQPAKPE |
| YRVGEVAEVI |  | FVGANPKNSV |  | QNQTHQTFLT |  | VEKYEATSTS |  | WQIVCNDASW |
| ETRFYWHKGL |  | LGLSNATVEW |  | HIPDTAQPGI |  | YRIRYFGHNR |  | KQDILKPAVI |
| LSFEGTSPAF |  | EVVTI      |  |            |  |            |  |            |

A: Аланін

C: Цистеїн

D: Аспарагінова кислота

E: Глутамінова кислота

F: Фенілаланін

G: Гліцин

H: Гістидин

I: Ізолейцин

K: Лізин

L: Лейцин

M: Метіонін

N: Аспарагін

P: Пролін

Q: Глутамін

R: Аргінін

S: Серин

T: Треонін

V: Валін

W: Триптофан

Задіяний у такому біологічному процесі, як альтернативний сплайсинг. 